# كيم دجي-يونغ
كيم دجي-يونغ (هانغل: 김지영) هي ممثلة كورية جنوبية، ولدت في 7 سبتمبر 1974 في أكتشون في كوريا الجنوبية.

## ترشيحات
- Asian Film Award for Best Supporting Actress [الإنجليزية]‏ (2008)

## وصلات خارجية
- كيم دجي-يونغ على موقع IMDb (الإنجليزية)
- كيم دجي-يونغ على موقع قاعدة بيانات الفيلم (الإنجليزية)